# Tubuhue (Kota Kefamenanu)
Tubuhue is een bestuurslaag in het regentschap Timor Tengah Utara van de provincie Oost-Nusa Tenggara, Indonesië. Tubuhue telt 3798 inwoners (volkstelling 2010).